# Andrena lijiangensis
Andrena lijiangensis là một loài Hymenoptera trong họ Andrenidae. Loài này được Wu mô tả khoa học năm 1992.